# Breithorn (Lauterbrunnen)
Pour les articles homonymes, voir Breithorn (homonymie).
Le Breithorn est un sommet des Alpes bernoises en Suisse. Il culmine à 3 780 mètres d'altitude.

## Géographie

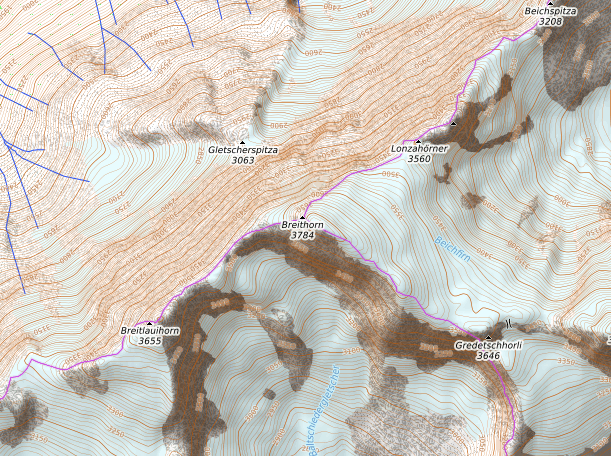
Carte topographique du Breithorn.

Le Breithorn est situé dans les Alpes bernoises entre deux vallées : le Lötschental dans le canton du Valais et la vallée de la Lütschine dans le canton de Berne. Il est ainsi situé sur la ligne de partage des eaux entre mer Méditerranée et mer du Nord.

## Premières ascensions
- 31 juillet 1865 - arête ouest, première ascension par Edmund von Fellenberg, J. J. Hornby, T. T. Philpott et les guides Christian Almer, Johann Bischoff, Peter Egger, Peter Inäbnit, Christian Lauener et Peter Michel.
- 2 août 1896 - arête est-nord-est par Julien Gallet, Gabriel Kalbermatten, Joseph Kalbermatten et Joseph Rubin.
- 12 août 1924 - face nord (pilier est) par Daniel Chervet et Willy Richardet.
- 14 septembre 1932 - face nord par Willo Welzenbach et Erich Schulze.
- 1935 - face nord par la voie Haidegger-Fricker.
- 1949 - face nord par la voie Feuz-Von Allmen.